# Quintilla
La quintilla es una estrofa de la métrica en lengua castellana que consiste en cinco versos de ocho sílabas (octosílabos) o menores con dos rimas consonantes distribuidas según el principio de que no pueden tener la misma rima tres versos seguidos, ni acabar en pareado ni quedar alguno suelto o sin rima.

## Historia
Tal y como señala Navarro Tomás, debió formarse sobre la redondilla por simple adición de un verso. Tiene precedentes esporádicos y ocasionales anteriores al siglo XIV en la lírica galaicoportuguesa. Se desarrolla en castellano durante el siglo XV en  la construcción de las canciones y estrofas compuestas. Estrofas formadas con redondillas o quintillas o con combinaciones en que se juntan unas y otras sirven de base a la mayor parte de las composiciones octosílabas de los cancioneros de este tiempo. Dentro de este campo fue definiendo la quintilla los tipos principales con que más tarde se habría de hacer independiente:
1. ababa
2. abbab
3. abaab
4. aabab
5. aabba

Su papel en los principios y terminaciones de algunas poesías contribuyó a determinar su individualidad. Se le ve actuar con valor propio, alternando con las redondillas en la poesía de Rodrigo de Cota sobre Diegarias, o entre redondillas y otras estrofas, como en una composición de Alfonso de Cartagena en el siglo XV. Su carácter se consolidó desde que a mediados del siglo XV se generalizó la copla real de cuatro rimas.
Muchas poesías en coplas reales podrían representarse como compuestas en quintillas, sin alteración métrica ni semántica. En el fondo, la copla real de cuatro rimas suponía la conciencia de la unidad de la quintilla. Solía aparecer con independencia en letras y divisas, como la siguiente, Canc. gral., núm. 481:
Cualquier prisión y dolor
que se sufra es justa cosa,
pues se sufre por amor
de la mayor y mejor
del mundo y la más hermosa
Fue utilizada frecuentemente en el teatro clásico del Siglo de Oro, en partes narrativas y líricas. En la poesía popular se pueden encontrar combinaciones de cinco versos con rima asonante y algún verso corto. En el Romanticismo se encuentran quintillas con versos agudos, siguiendo la moda.
Un ejemplo de quintilla, extraído de Manuel Acuña:
Hubo una selva y un nido (8a)
y en ese nido un jilguero (8b)
que alegre y estremecido, (8a)
tras de un ensueño querido (8a)
cruzó por el mundo entero. (8b)
Si se trata de una combinación con versos de arte mayor (de nueve sílabas o más) se denomina quinteto.